# リトルチャームファング
「リトルチャームファング」は、井口裕香の楽曲。渡辺翔が作詞・作曲を手掛けた。井口の5枚目のシングルとして2015年11月25日にワーナー・ブラザース・ホームエンターテイメントから発売された。

## 音楽性
本曲は、OVA『ストライク・ザ・ブラッド』のオープニングテーマに使用された。
井口の誕生日である7月11日に東京ドームで開催された『井口裕香 Birthday Event 27才だョ！ 全員集合in TOKYO DOME CITY HALL』に渡辺翔が来訪したこととライブで「Grow Slowly」を披露したことにより、井口がライブ終了時の楽屋で渡辺に制作の依頼をし、即日で承諾されたという。
曲調は頭にのこるキャッチーでかっこいいメロディで、歌詞には『ストブラ』のメインテーマである吸血鬼と、ヒロインである姫柊雪菜の小悪魔っぽさや背伸びする気持ちが込められている。一方レコーディングではかっこよさとかわいらしさを意識して行った。ちなみにDメロの囁く部分はキーチェック時の音源が使用されている。
MVは、鏡台で化粧をしたり、黒い服を着て雨の降る中で歌う内容になっている。なおディレクターはリスアニ！TVで2014年1月から3月まで放送された『井口裕香のゆかいなおさんぽ』や『Hafa Adai』の映像特典を手掛けた同い年の人物が担当している。当初ディレクターからもらったコンテに不安を感じていたが、スタッフ全員がハイテンションだったため安心して撮影に臨めたという。

## シングルリリース
2015年11月25日にワーナー・ブラザース・ホームエンターテイメントから発売された。井口のシングルとしては、前作「Hey World」以来約7か月ぶりのリリースとなる。
販売形態は初回限定盤（1000584284）と通常盤（1000584285）の2種リリースで、初回限定盤には本曲のMV、メイキング、オフショットを収録したDVDが同梱されている。ジャケットは初回限定盤が首から胸すれすれまでを露出させたセクシー風な井口が、通常盤が黒い服を着た井口がそれぞれ映っている。
2曲目「Never Knew Till Now」は、女の子の気持ちを歌ったかわいらしい曲。制作の段階でテイラー・スウィフト風の曲を歌うことを切望していたところサビが英語のパワー・ポップ調の曲に仕上がったという。

## シングル収録内容
| #         | タイトル                                   | 作詞      | 作曲      | 編曲      | 時間  |
| --------- | ------------------------------------------ | --------- | --------- | --------- | ----- |
| 1.        | 「リトルチャームファング」                 | 渡辺翔    | 渡辺翔    | 佐々木裕  | 4:11  |
| 2.        | 「Never Knew Till Now」                    | Satomi    | 高阪昌至  | 清水哲平  | 3:34  |
| 3.        | 「リトルチャームファング（Instrumental）」 |           |           |           | 4:11  |
| 4.        | 「Never Knew Till Now（Instrumental）」    |           |           |           | 3:31  |
| 合計時間: | 合計時間:                                  | 合計時間: | 合計時間: | 合計時間: | 15:29 |

| #  | タイトル                                                | 作詞 | 作曲・編曲 |
| -- | ------------------------------------------------------- | ---- | ---------- |
| 1. | 「リトルチャームファング」(Music Video)                 |      |            |
| 2. | 「Documentary Of Iguchi Yuka "リトルチャームファング"」 |      |            |
| 3. | 「TV-SPOT」                                             |      |            |

## チャート
| チャート（2015年）                | 最高位 |
| --------------------------------- | ------ |
| オリコン                          | 27     |
| Billboard Japan Hot 100           | 98     |
| Billboard Japan Hot Singles Sales | 26     |